# Ангарський перевал

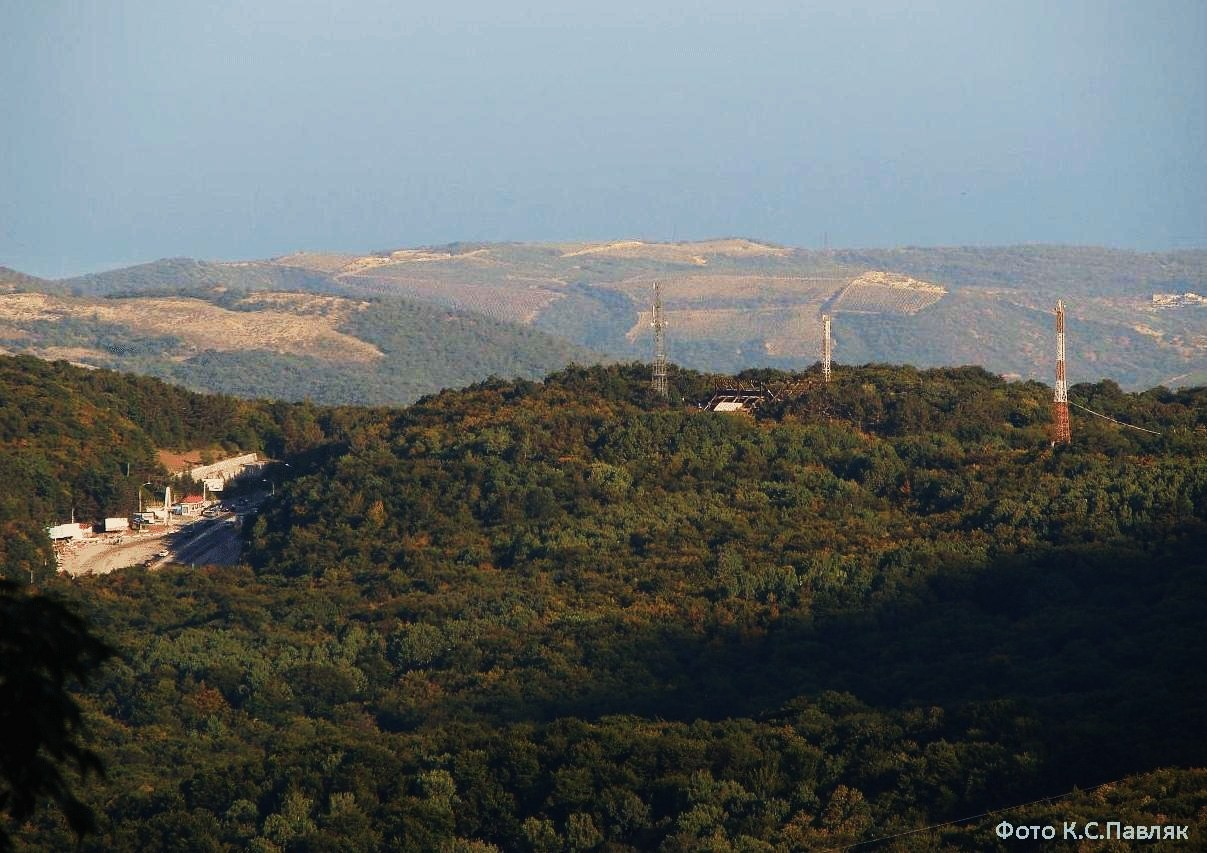
Вид на Ангарський перевал з Чатир-Дагу.

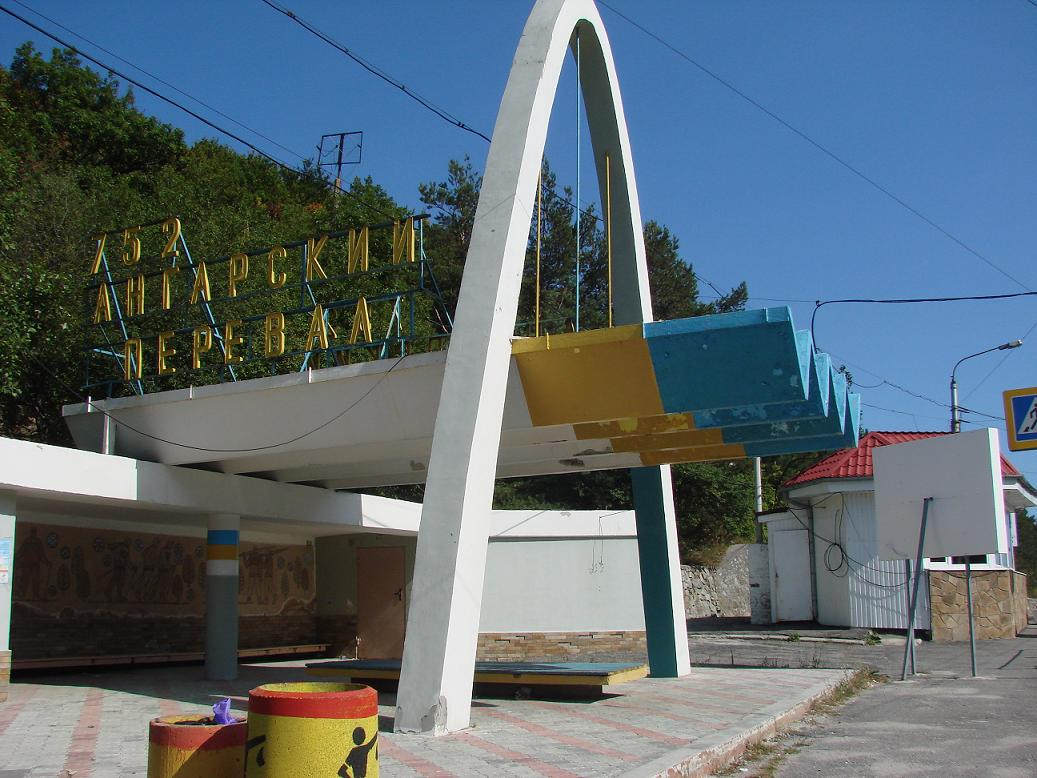
Тролейбусна зупинка «Ангарський перевал»

Інформаційний стенд на турбазі «Ангарський перевал»

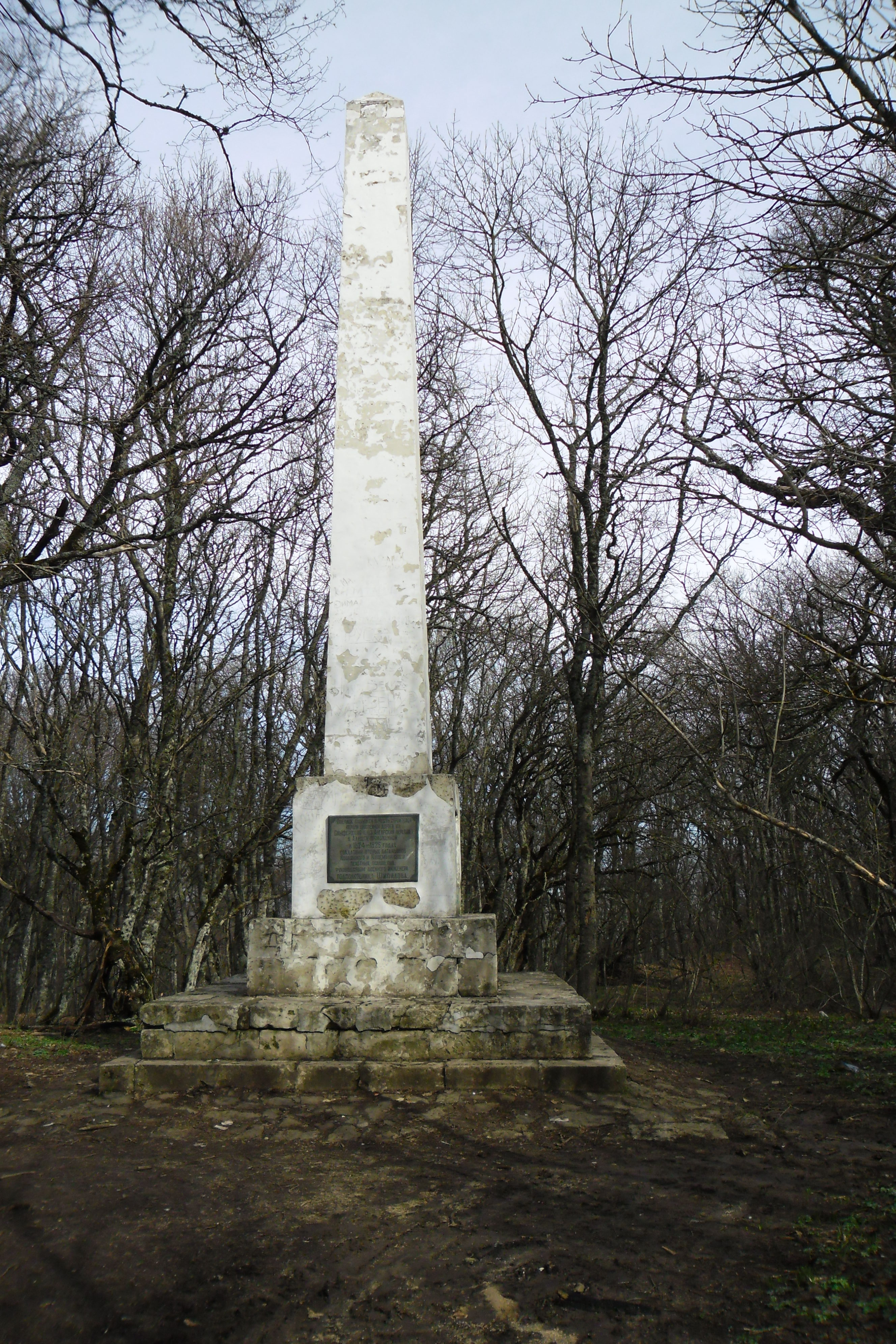
Памятник будівельникам траси на Ангарському перевалі.

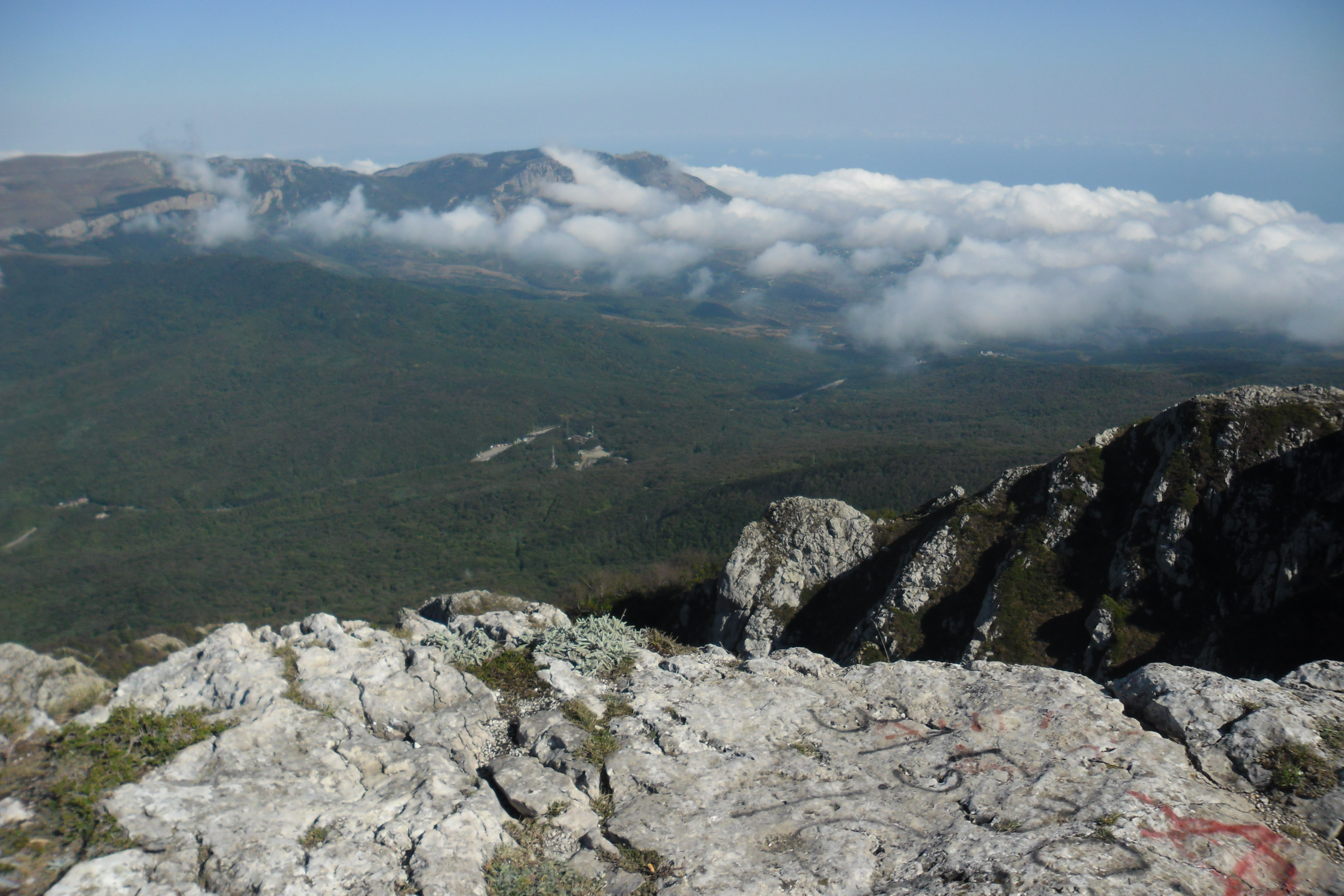
Вид на Ангарський перевал з г. Ангара-Бурун.

Анга́рський перева́л (Ангара́-Багази́, крим. Anğara boğazı) — перевал в Криму, гірський прохід у центральній частині Головного пасма Кримських гір, між масивами Чатир-Даг і Демірджі.
Вкритий лісами (дуб, граб, бук, осика).
Найвища точка траси Сімферополь — Алушта (752 м над рівнем моря). На Ангарському перевалі розташований пост ДАІ та зупинка тролейбуса Сімферополь-Ялта. Околиці перевалу — популярне місце відпочинку. Тут проводяться змагання зі спортивного орієнтування. Неподалік Ангарського перевалу на Чатир-Дазі знаходиться Буковий гай. На схилах Чатир-Дагу прокладені гірськолижні траси, які діють у зимовий час.

## Історична довідка
Шляхи через Ангарський перевал з континенту до моря проходили з незапам'ятних часів. У XIX столітті дослідник Криму П. І. Кеппен виявив поруч з перевалом фрагменти стіни, яка перегороджувала ущелину між двома яйлами. На думку Кеппена, це було елементом систематичної оборони Південного берега Криму за часів візантійського імператора Юстиніана I. Стіни були складені з необробленого каменя і, на думку істориків, покликані були зупинити вторгнення варварів. Зараз споруд майже не залишилося, все розібрано місцевими жителями на нові будівлі.
У 1774 році, поряд з перевалом, на північ від села Шума (сучасна назва Верхня Кутузівка) відбулася битва турецьких військ з російськими військами. З турецьким військом у 25 тисяч осіб воював загін всього у 2850 осіб, який примусив турків до втечі. Окремі легіоним батальйоном в лавах російських солдатів командував підполковник Михайло Кутузов, майбутній переможець Наполеона Бонапарта. Саме в цій битві Кутузов втратив око. У пам'ять про битву на трасі Сімферополь-Алушта поставлений пам'ятний меморіал, відомий як «Кутузівський фонтан».

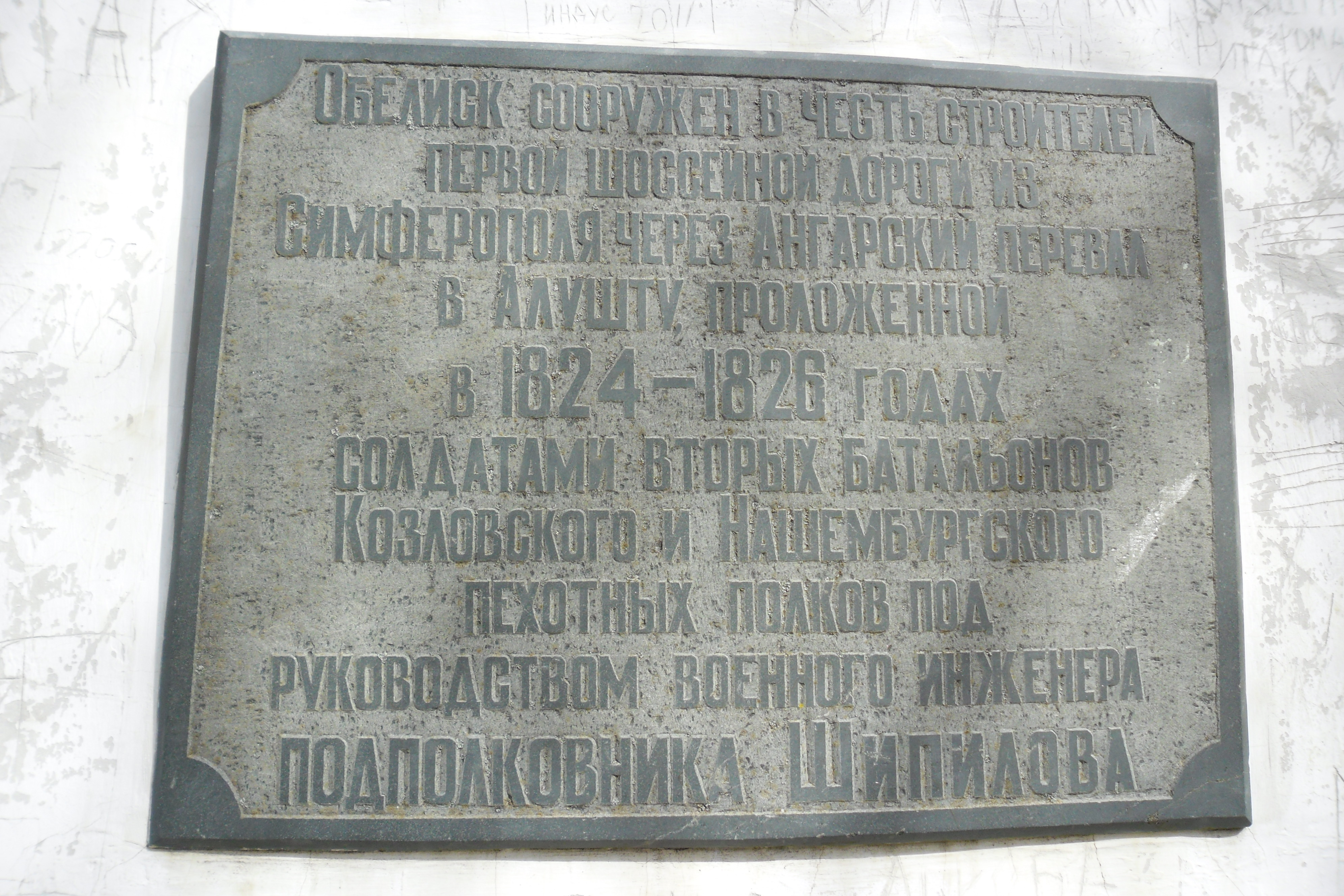
Напис на пам'ятнику будівельникам траси на Ангарському перевалі.

Вперше проїжджу дорогу через Ангарський перевал проклали російські солдати у 20-х роках XIX століття під керівництвом військового інженера підполковника Шипілова (будівництво було закінчено в 1826 році), тоді ж на перевальній точці при дорозі був встановлений пам'ятний обеліск, вказував, що «Від Сімферополя 32 версти. Від Алушти 13 верст». У 1860-х роках нове, широке шосе було перенесено нижче, туди, де проходить і до цього дня. Обеліск залишився на старому місці, і в наші дні його можна знайти в лісах поблизу шосе, недалеко від залишків старої дороги.
Згодом дорогу неодноразово покращували, будували дренажні системи для відведення підземних вод, а в кінці 50-х років XX століття за нею проклали другу у світі гірську тролейбусну трасу від Сімферополя до Ялти.
У 2012 р. на Ангарському перевалі встановили пам'ятник кримському тролейбусу.